# Ernst Pastenaci

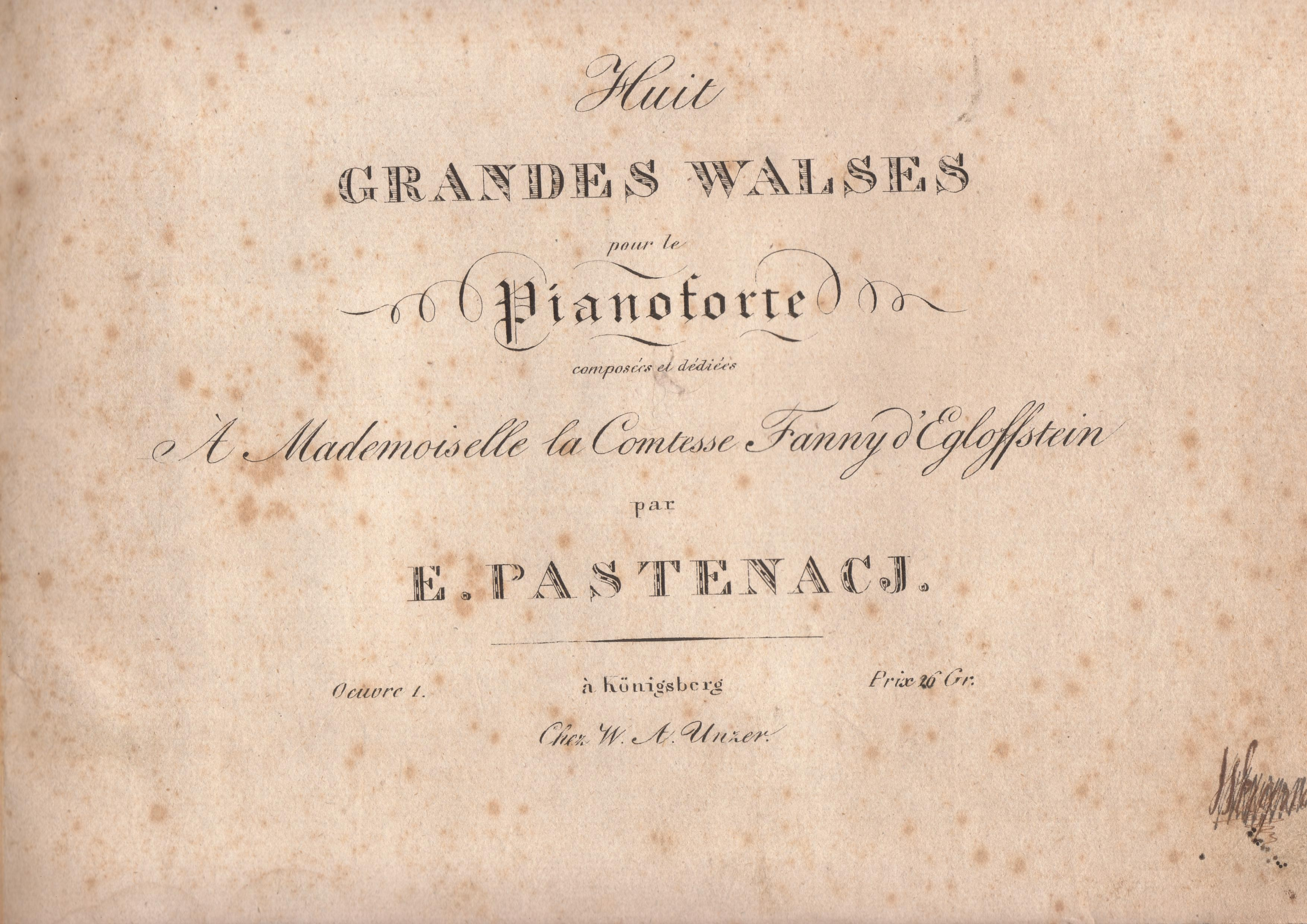
Titelblatt des Notendruckes von 1819

Theodor Ernst Leopold Pastenaci, teilweise auch gelistet als Pastenacy (* 12. März 1794 in Gumbinnen; † 17. August 1824) war ein Musiker und Komponist.

## Leben
Theodor Ernst Leopold Pastenaci wurde als vierter Sohn des königlich preußischen Kanzleidirektors Gottlieb Adolf David Pastenaci (1748–1808) und der Charlotte Eleonore Pastenaci geb. Weger (1763–1847) geboren. Er starb am 17. August 1824 an Fleck- und Faulfieber und wurde auf dem Altrossgartner Friedhof in Königsberg „mit Musik“ beerdigt.
Er begann im Jahre 1810 in Königsberg sein Studium. Danach nahm er eine Hauslehrerstelle in Lamgarben bei Schippenbeil an. Er war dort als Hauslehrer für die Kinder der Familie von Egloffstein zuständig. Dort gab er auch der musikalisch sehr begabten Fanny von Egloffstein, der er später seine Walzer widmete, Klavierunterricht. In dieser Zeit war er auch als musikalischer Leiter und eventuell auch als Mitwirkender an Aufführungen von Vokal- und Instrumentalmusik beteiligt. Belegt ist seine Teilnahme z. B. an der Musikdarbietung „zur Geburtstagsfeier unseres geliebten Königs Friedrich Wilhelm des Dritten in der Römisch Katholischen Kirche der heiligen Linde“ am 3. August 1813. Es handelt sich wohl um die Wallfahrtskirche im heutigen Dorf Święta Lipka (Heiligenlinde). Der Theaterzettel, in dem diese Veranstaltung angekündigt wurde, ist von E. Pastenaci in Lammgarben unterzeichnet.
Er hatte etliche Musikstücke (Walzer, Klavierauszüge, Scherzo) komponiert und sie am 1. März 1819 an Carl Maria von Weber geschickt. Von ihm erhielt er ein ausführliches Antwortschreiben vom 5. August 1819, in dem Weber seine Werke halb lobte und halb kritisierte. Pastenaci veröffentlichte seine Walzer trotz Webers Abraten in Königsberg bei Unzer als: Huit grandes Walses pour le Pianoforte composées et dedicés à Mademoiselle la Comtesse Fanny d’Egloffstein par E. Pastenaci Œuvre r. à Königsberg chez W.A. Unzer. 1819. Nachdem eine teilweise negative Kritik dieser Walzer in der Allgemeinen musikalischen Zeitung im Dezember 1819 (XXI, S. 879) erschienen war, rechtfertigte er sich, indem er die Walzer als eine Jugendsünde, die von ihm nicht zur Herausgabe bestimmt war, bezeichnete. Das positive Antwortschreiben von Weber muss Pastenaci ermutigt haben seiner sehr talentierten Klavierschülerin Fanny vorzuschlagen, ihre Ausbildung bei Weber in Dresden fortzusetzen.
Er begleitete Ende des Jahres 1819 Graf Egloffstein mit seiner Gattin und Tochter nach Dresden. Diese Reise fand wohl hauptsächlich in der Absicht statt, Fanny Carl Maria von Webers Unterricht genießen zu lassen. Pastenaci lernte Weber persönlich kennen und schrieb sich am 13. Dezember 1819 in das Stammbuch der Fanny von Egloffstein ein (Stadtarchiv Dresden). Er ermahnt sie, die Zeit bei ihrem Lehrer Weber zu nutzen. Weber notierte in seinem Tagebuch, dass ihn „Pastenazi“ am 4. Dezember 1819 besuchte. Am 5. Dezember 1819 machte Weber einen Gegenbesuch bei Graf Egloffstein. Am 7. Dezember 1819 spielte Fanny Weber vor und begann ihren Unterricht am 31. Dezember 1819. Am 10. Dezember 1819 bekam Pastenaci eine Stunde Unterricht bei Weber. Am 14. Dezember 1819 ist Pastenaci noch mal abends bei Webers zum Tee eingeladen, bevor er am 18. Dezember 1819 nach Königsberg zurückkehrte. Graf Egloffstein starb ganz plötzlich in Dresden im Januar 1820. Fanny von Egloffstein wurde darauf die Lieblingsschülerin von Carl Maria von Weber. Sie heiratete später einen Rittmeister von Mangold.

### In Königsberg
Im Frühjahr des Jahres 1818 zog Pastenaci, wohl auch weil Graf Egloffstein die Reise nach Dresden plante und seine Dienste nicht mehr benötigte, nach Königsberg. Er war dort als Musiklehrer tätig und betrieb eine Leihbibliothek für Musikalien. Diese Leihbibliothek wurde 1793 von Streber gegründet und an die Musiker Hoffmann und Pastenaci abgegeben. Zusammen mit dem königlichen Musikdirektor Carl Heinrich Saemann (1790–1860) und Johann Friedrich Dorn gründete Pastenaci 1818 in Königsberg ein Singinstitut, dessen Aufgabe die Ausführung von Kirchenmusiken älterer und neuerer Zeit sein sollte, „vorzugsweise solcher älteren Werke, welche in Königsberg noch nie zur Aufführung gekommen waren.“ Am 17. Dezember 1823 wurde im Saal des kneiphöfischen Gymnasiums von dem Singverein Händels Alexanderfest nach Mozarts Bearbeitung aufgeführt. Die Bass Solopartie wurde hierbei von Pastenaci, zusammen mit Musikmeister Wurst ausgeführt. Dies war wohl das letzte Konzert, an dem Pastenaci mitwirkte, bis ihn das Fleckfieber dahinraffte. Er blieb der Buchhandlung Gräfe und Unzer 199 Taler schuldig.
Der Singverein organisierte das Begräbnis, das am 23. August 1824 mit Beteiligung des Chores stattfand. Der Text erschien im Druck unter dem Titel: Gesänge am Grabe unseres Freundes Ernst Pastenaci, den 23. August 1824, Königsberg: Hartung.

## Werke
Außer dem erwähnten Druck befanden sich bis 1945 von Pastenacis Kompositionen 2 Manuskripte in der Königlichen Universitätsbibliothek zu Königsberg (Nachlass Friedrich August Gotthold). Vgl. Müller (1870), S. 282.
1. Grande Caprice pour le Pianoforte composeé par E. Pastenaci. Ms in Folio 15 pp. Caprice in Cdur.
2. 10 Variations pour le Pianoforte sur un thème de J. Haydn composeé par E. Pastenaci 1819.
MS in Folio 7 Fol. Dieses letzte Werk befindet sich heute unter der Signatur MkGrn-53 in der Litauischen Nationalbibliothek Martynas mazvydas in Vilnius. Es handelt sich um 13 Seiten, die als Heft eingebunden sind.